# Madzhab
A madzhab (Arabul: مذهب tudományos átírás: maḏhab) a szunnita iszlám vallásjogi iskoláinak elnevezése. Mohamed próféta halála után mintegy 150 évvel jelentek meg először azok a tudományos igénnyel fellépő törekvések és irányzatok, amelyek a muszlim törvény (saría) alapján, a muszlimok által követendő helyes emberi cselekvést a jogforrások érvényessége szempontjából értelmezték, illetve a kanonikus szövegek (például a Korán) jogi vonatkozásait rendszerezték. A szunnita iszlámban négy vallásjogi iskolát különböztetünk meg: hanafita, málikita, safiita, hanbalita. Ezek az ortodox iskolák közvetítik a muszlim kötelességét a közösség felé.

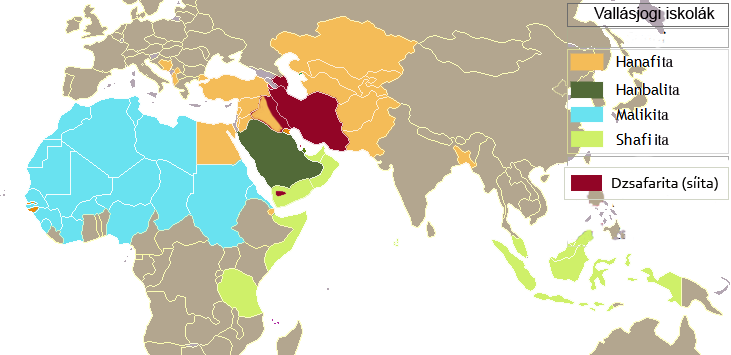
Az egyes madzhabok (vallási rítusok) elterjedése a muszlim világban

## Kialakulása
Az iszlámban a teológia szerepét a vallásjog és a jogtudomány (fikh) tölti be, mivel a hitrendszer megkérdőjelezhetetlen és a vizsgálatára nincs lehetőség. A kinyilatkoztatott vallás forrásainak hitelessége azonban, éppen ezért, központi kérdés.
A rendkívüli gyorsasággal terjedő iszlám, amelyet az áttérések állami támogatása is segített, már igen korán szükségessé tette az egységes jogrend kialakítását és szabályozását, hiszen a frissen áttért hívőkben még élénken éltek az ősi istenek képzetei, a régi szokások és hiedelmek. Szükség volt olyan, a hit alapján felépülő útmutatásokra, amelyek segítségével a már többségben lévő muszlim hívőket kormányozni lehetett. Mivel Mohamed elgondolása szerint az állam és a vallás az iszlám természeténél fogva egységes és szétválaszthatatlan, kézenfekvő az az elgondolás, hogy az iszlám államrend a teokráciára épült. Ez a kép azonban téves. A négy első kalifa alatt az állam pusztán katonai szervezet, az uralkodók a vallással kapcsolatos feladatokat a hívők művelt csoportjainak adták át. Létrejött a hittudósok, (álimok) osztálya, az ulema. A bírák (kádik) szigorú képzésétől a kalifák hatalmuk legalizálását, és ezzel együtt a hívők széles rétegeinek támogatását remélték. Az ulema azonban a saját szerepét úgy értelmezte, hogy a saria előírásait szigorúan betartó vallásos közösség olyan ellenpólust jelent majd, amely képes lesz a politika romlott világát a helyes irányba, Isten útjára terelni. A hatalomnak és a vallási életnek ez a megosztott jellege jogi, erkölcsi, politikai ellentétek csíráit hordozta magában.
Az iszlám jogrendben kezdetben a jogtudósok önálló véleményét (idzstihád) a törvény módszertani forrásának tekintették egy adott vitás kérdésben, csakúgy, mint a jogtudósok egyetértését (idzsma=konszenzus) is .
A szunniták a 11-12. századtól úgy vélték, hogy az önálló döntéshozatal (idzstihád) már nem tartható, hibás eredményekhez vezethet, így a törvények önálló forrásaként már nem fogadhatók el.
A síiták azonban továbbra is hittek abban, hogy az isteni sugallattal átitatott, a döntéseikben tévedhetetlen jogtudósok önálló következtetésekre képesek, mudzstahídek, azaz olyan személyek, akik maguk küzdenek a jogértelmezés során és végül helyes következtetésre jutnak. Ezek a jogtudósok fatvát, azaz önálló jogi szakértői véleményt adhatnak ki.

## Ortodox szunnita vallásjogi iskolák
A szunniták és a síiták közötti jogértelmezési ellentétek és alapvető kérdések tudományos, a sariához illeszthető válaszokat igényeltek. Ilyen kérdések a trónöröklés kérdései, a kalifa cím utódlása, alapvető erkölcsi, etikai problémák, mint például az imámok csalhatatlanságába vetett hit, a hadviselés más muszlim csoportok ellen, vagy az uralkodók legitimitása.
Ezeknek a kérdéseknek a megoldására már mintegy 150 évvel Mohamed halála után különböző filozófiai, teológiai, s főként jogi elméletek alakultak ki, amelyek köré úgynevezett madzhabok (vallásjogi iskolák) csoportosultak.
A gyakorlatban a négy madzhab nem sokban különbözik egymástól. A muszlimok bármely irányzathoz szabadon csatlakozhatnak, bár jellemzően a lakóhelyük szerinti legnépszerűbb iskolát választják. Bonyolult, vitás kérdésekben a hívő kombinálhatja is a különböző irányzatok döntéseit. Mára már a különböző jogi iskolák közötti viták elcsitultak, egyrészt mert a törvényforrások alkalmazásában és nem a lényegi kérdések értelmezésében különböznek egymástól, másrészt az idők folyamán a vallásjogi kérdésekre jól használható gyakorlati megoldásokat találtak. A hivatalos statisztikák és nyilvántartások vallási rovataiban általában az említett négy ortodox iskola valamelyikét is megemlítik. Arra a kérdésre, hogy mi a vallása, többnyire azt válaszolják: Muszlim, safiita (málikita, hanafita, hanbalita) rítus szerint.

### Hanafita madzhab
A legelső madzhab a hanafita, Abu Hanífa (699–767) jogtudós, eredetileg kúfai kalmár köré szerveződött. A muszlim jogtudomány (fikh) elismert szakértőjeként síkraszállt az Omajjádok legitimitása mellett. Úgy vélte, az alattvalói részről tanúsított jámborság és a vallási türelem az uralkodókat is megilleti, amennyiben azok "megérdemlik". Tanításának központi eleme a közösség és az uralkodó viszonya, amelynek vonatkozásait szőrszálhasogatásig menő vitákban finomítottak, amíg az igazságos társadalomról alkotott Korán-képet a valós viszonyokhoz igazították.
A Korán meglehetősen kevés jogi támpontot nyújtott a társadalom akkori állapotára vonatkozóan, ezért a Prófétáról és környezetéről gyűjtöttek elbeszéléseket és történeteket (hadísz), hogy összehasonlítsák az adott jogi problémát a Próféta és környezete cselekedeteivel. Ezzel párhuzamosan a muszlim közösségekben kerestek szokásokat (szunna), amelyek eredetét próbálták visszavezetni a Prófétára vagy annak egy társára. Ezzel megbízható tudásra (ilm) tehettek szert, ami segített dönteni a jó és a rossz között.
Mivel a hanafita iskola nagy teret enged a személyes értékelésnek (rá'i), rugalmasnak és liberálisnak tartják. Abu Hanífa úgy vélekedett, hogy a jogtudósnak akkor is képesnek kell lennie helyes jogértelmezést, ítéletet alkotni, ha az adott kérdésben nincs a hadíszokban vagy a szunnában odaillő példa.
A hanafita iskola az Abbászidák és az oszmánok állami irányzata volt, Irakban, Törökországban, de Közép-Ázsiában és Pakisztánban is vannak fontos jelenkori csoportjai. A muszlimok egyharmada tartozik ma a hanafita irányzathoz.

### Málikita madzhab
A főként szokásjogra alapozó málikita irányzat Málik ibn Anaszról (711–795) kapta a nevét, aki a Próféta medinai viselkedését vizsgálva alakította ki jogi rendszerét. A masznava, vagyis a muszlim közösség érdekeit helyezi tanításának középpontjába. Muvatta (Járt út) című munkája a Próféta és a medinai közösség eredeti szokásainak (szunnájának) összefoglalása. A muszlim Spanyolországban és a Magreb-államokban elterjedt iskola volt, a mai Észak-Afrika, Magreb-államok, Mauritánia, Nigéria, Szudán, Kuvait első számú jogi iskolája.

### Sáfiita madzhab
A harmadik irányzat a sáfiita. A szegény gázai családból származó jogtudós, Muhammad ibn Idrísz as-Sáfii (767–820), aki Málik ibn Anasz tanítványa volt, úgy vélte, méltatlan lenne az iszlámhoz, ha fő törvényeit egyetlen város vagy egy közösség eredeti szokásai alapján határoznák meg. Helyesebbnek tartotta, hogy a jogrendet a hadíszokra, vagyis a hagyományokra alapozzák, hiszen az tágabb kitekintést nyújthat a formálódó muszlim birodalomra. Sáfii rendkívül fontosnak tartotta, hogy a hagyományok átöröklésének folyamatát kizárólag megbízható, forrásokkal alátámasztott közvetítők útján lehessen igénybe venni a jogalkotás folyamatában. Ha a lánc megszakad vagy a forrás nem megbízható, a hadísz nem használható jogforrásként, mivel nem hiteles. A jogtudós fellépésével megpróbálta összehangolni Abu Hanífa által preferált idzstihád (önálló jogi vélemény) és a hadíszok fontosságát hangsúlyozó iskolák tanításait. A jog négy forrását határozta meg: A Koránt, a Próféta szunnáját, a közmegegyezést (idzsma) és az analógiát (kijász). Analógia alkalmazására abban az esetben kerülhet sor, ha olyan új esetek merülnek fel, melyekre nézve a biztos tudást biztosító források (Korán, szunna, idzsma) nem tartalmaznak. Egy jogi vélemény kialakítása során a döntő szó al-Sáfii tanítása szerint az idzsma, amely még akkor is mérvadó, ha a másik három jogforrás az adott kérdésben nem tartalmaz fogódzót. Sáfii jelentősége abban állt, hogy ösztönözte a hadíszkutatást, mindenekelőtt al-Buhári (†870) és Muszlim ibn al-Haddzsádzs (817–875) munkái révén, így a saría két jelentős hadíszgyűjteménnyel is bővült, amely igyekezett egységes keretbe foglalni a muszlim hitgyakorlatot az arab világban.
A saria, Málik ibn Anasz és as-Sáfii munkája nyomán, nem csak az egyszerű muszlim hívő számára jelölte ki a vallási élet határait , hanem magukat az uralkodókat is figyelmeztette hatalmuk korlátaira. A kalifák már nem a Próféta örökösei a szó szakrális értelmében, hatalmuk nem önmagától való és természetes, hanem ők is alávetettjei a saríának, amelyet a megbízható jogforrások határoznak meg. A kalifák elsődleges feladata a muszlim értékek és a törvény védelme, betartatása. Az az eszme, hogy a törvény előtt a kalifától a koldusig minden muszlim egyenlő, új vonásként jelent meg a középkori világban, és hosszú távú következményei voltak az iszlám fejlődése során. Mivel isten és ember között nincs helye közvetítőnek, nem jelenik meg a papság rendje és hierarchiája a társadalmi rétegződés és a kulturális élet folyamataiban.

### Hanbalita madzhab
A negyedik irányzat a hanbalita madzhab, amely Ahmad ibn Hanbal (780–855) nevéhez fűződik, aki a racionális irányzatokkal ellentétben ragaszkodott a Korán antropomorfisztikus elképzeléséhez. Ibn Hanbal számára Abu Hanifa és a ra’i (személyes értékítélet) módszere elfogadhatatlan volt, és ezért támadták a hanafita iskola képviselőit. A hanbalita iskola viszonylag kicsi, konzervatív, igen vallásos és szigorú tradicionalizmust képviselt. A hadíszt szinte szó szerint értelmező tanítása harcosan szemben állt az inkább racionalista elveket valló másik három iskolával. Az iskola szerint Mohamed és társainak cselekedetei, életvitele és erkölcsi felfogása minden muszlim számára szigorúan követendő, és csakis ezzel teljesíthetik a Korán parancsát és isten akaratát. A hanbaliták nem maradtak meg a szellemi vetélkedés szintjén, hanem tanaikat sokszor erőszakkal érvényesítették. Harcos hanbaliták csapatai dúlták fel a korabeli városi élet színtereit, üzleteket támadtak meg, hangszereket törtek össze, üldözték a dalt, a táncokat és esküdt ellenségeiknek tekintették a szúfikat, akik Istenhez oly módon próbáltak közeledni, amely Mohamed tanaitól teljességgel idegen. Ahmad ibn Hanbal úgy tartotta, hogy a málikiták, hanafiták és a sáfiiták felesleges spekulációkkal ferdítik el az amúgy tiszta és világos tanításokat, ezért károsak. Az évszázadok során az irányzat viszonylagos népszerűtlensége miatt elenyészett volna, ha nem állnak ki mellette neves és művelt jogtudósok, mint például ibn Tajmijja (1263–1328).
A három vallásjogi iskola azonban elismerte a hanbalita tanokat, és az ortodox szunnita iskolák részeként tartotta számon. A hanbalita mazdhab merevsége és szigorú elvei miatt nem volt túl népszerű, de a fundamentalista mozgalmak ibn Hanbal tanításait sűrűn a zászlaikra tűzték. Alapvető szerepe volt a vahhabita mozgalom kialakulásban, a mai Szaúd-Arábia állami irányzata. Kisebb közösségei vannak Szíriában, Algériában, Irakban és Afganisztánban.

## Síitaiskolák
A jogértelmezés síita irányzatát dzsafarita iskolának nevezik a hatodik síita imám, Dzsaafar asz-Szádik (703–765) után. Több szempontból is különbözik a többi irányzattól, például megőrizte az idzstihádot (önálló jogi döntés) és a korai iszlám racionalizmusát, ismeri a megállapodás szerinti ideig tartó házasság jogi intézményét, illetve egy további kötelező adót vezetett be. A dzsafarita irányzat Irán bevett irányzata a szafavida uralom kezdete óta (1501), de Irakban, Libanonban és az indiai szubkontinensen is sokan követik.